# Fonologia do chinês mandarim
Este artigo resume a fonologia do chinês mandarim, em seu dialeto padrão.
O mandarim padrão é a variação do mandarim tal como é falado nas regiões urbanas de Pequim. Os elementos do sistema linguístico não envolvem apenas os segmentos vocálicos e consonantais, também inclui-se os tons que são aplicados em cada sílaba. O mandarim possui distinção fonêmica de 4 tons, além do tom neutro usado em sílabas lassas.
Este artigo representa os valores fonéticos usando o Alfabeto Fonético Internacional, correspondendo ao texto chinês transcrito com o sistema pinyin. Textos chineses também podem ser transcritos em sistemas diferentes como Wade-Giles, bopomofo (zhuyin), Gwoyeu Romatzyh, e as romanizações diversas do chinês.

## Consoantes
A tabela a seguir mostra os sons consonantais do mandarim, transcritos usando o Alfabeto Fonético Internacional. Os sons mostrados entre parêntesis frequentemente não são avaliados como fonemas separados. Sem contar com os fones exibidos entre parêntesis, o inventário de consoantes do mandarim possui 19 fonemas.
|             | Labial | Labial | Dental/ Alveolar | Dental/ Alveolar | Retroflexa | Retroflexa | (Alveolo-) palatal | (Alveolo-) palatal | Velar | Velar |
| ----------- | ------ | ------ | ---------------- | ---------------- | ---------- | ---------- | ------------------ | ------------------ | ----- | ----- |
| Nasal       | m      | m      | n                | n                |            |            |                    |                    | ŋ     | ŋ     |
| Oclusiva    | p      | pʰ     | t                | tʰ               |            |            |                    |                    | k     | kʰ    |
| Africada    |        |        | t͡s               | t͡sʰ              | ʈ͡ʂ         | ʈ͡ʂʰ        | (t͡ɕ)               | (t͡ɕʰ)              |       |       |
| Fricativa   | f      | f      | s                | s                | ʂ          | ʂ          | (ɕ)                | (ɕ)                | x     | x     |
| Aproximante |        |        | l                | l                | ɻ          | ɻ          | (j)                | (ɥ)                | (w)   | (w)   |

A distinção entre os pares de fonemas que possuem o mesmo ponto e modo de articulação, não é feita através de fonações vozeadas e não vozeadas, como ocorre no português e na maioria das línguas do mundo (por exemplo, /p/ e /b/), mas entre aspiradas e não aspiradas, como ocorre no islandês e em alguns dialetos do alemão como o existente no sul do Brasil, o hunsriqueano riograndense, no entanto, esses fonemas não aspiradas podem ser pronunciados como sonoros tanto nesses idiomas quanto no mandarim, especialmente em sílabas lassas. No mandarim esses fonemas não aspirados são representados na escrita pinyin com letras que no alfabeto latino é usado na maioria das línguas europeias para representar fonemas sonoros. Por exemplo, p e b representam respectivamente /pʰ/ e /p/.
Mais detalhes sobre sons consonantais são dados na tabela abaixo.
| Fonema ou fone | Aproximação com o português | Pinyin                    |
| -------------- | --- | ------------------------- |
| /m/            | Similar ao "m" | m                         |
| /n/            | Similar ao "n" | n                         |
| /ŋ/            | Similar ao "ng" do inglês "sing" | ng                        |
| /p/            | Similar ao "p" | b                         |
| /pʰ/           | "p" aspirado, similar ao inglês em "pie" | p                         |
| /t/            | Similar ao "t" | d                         |
| /tʰ/           | "t" aspirado, similar ao inglês em "tie" | t                         |
| /k/            | Similar ao "k" | g                         |
| /kʰ/           | "k" aspirado, similar ao inglês em "key" | k                         |
| /t͡s/           | Similar ao "tes" em "partes" | z                         |
| /t͡sʰ/          | Mesmo que acima, mas com aspiração | c                         |
| /ʈ͡ʂ/           | Similar ao "tch" em "tchau", mas retroflexo | zh                        |
| /ʈ͡ʂʰ/          | Mesmo que acima, mas com aspiração | ch                        |
| [t͡ɕ]           | Similar ao "tch" em "tchau", mas com coarticulação dorso-palatal | j                         |
| [t͡ɕʰ]          | Mesmo que acima, mas com aspiração | q                         |
| /f/            | Similar ao "f" | f                         |
| /s/            | Similar ao "s", mas articulado com a língua nos dentes | s                         |
| /ʂ/            | Similar ao "ch", mas retroflexo | sh                        |
| [ɕ]            | Similar ao "ch", mas com coarticulação dorso-palatal | x                         |
| /x/            | Similar ao "j" do espanhol | h                         |
| /l/            | Similar ao "l" | l                         |
| /ɻ/            | "r" retroflexo similar ao "r" do inglês, mas sem a labialização que costuma ocorrer no inglês. Em início de sílaba alguns falantes podem pronunciar com fricção ([ʐ]), lembrando o "j" do português. | r                         |
| [j]            | Similar ao "i" semivocálico | y, i medial               |
| [ɥ]            | Similar ao "hu" do francês em "huit" | yu, ü medial e às vezes u |
| [w]            | Similar ao "u" semivocálico | w, u medial               |

Todas as consoantes podem estar no ataque silábico, com exceção do /ŋ/ (a não ser se estiver associado a um "ataque nulo", ver detalhes abaixo.) As semivogais [j], [ɥ] e [w] podem aparecer entre a consoante e a vogal. As únicas consoantes que podem preencher a coda são /n/, /ŋ/, e /ɻ/ (mas [m] pode aparecer na coda como alofone de /n/ antes de consoantes labiais). As nasais /n/ e /ŋ/ em finais de palavras podem não ser completamente pronunciadas, ocasionando a ocorrência de sílabas terminadas em vogais nasalizadas.

### Ataque nulo
Sílabas que não são iniciadas por consoantes, como em ai, são consideradas como sílabas com "ataque nulo". Esse "ataque nulo" pode ser realizado com algum som consonantal não pré-definido, as possibilidades são: Erro de comando: A função "link" não existe., Erro de comando: A função "link" não existe., Erro de comando: A função "link" não existe. e Erro de comando: A função "link" não existe., e foi sugerido a existência de um fonema especial a esse tipo de ataque, ou alguma instância do fonema /ŋ/, embora também pode ser considerado não existir nenhum fonema no ataque da sílaba.

## Vogais

Monotongos do mandarim, tal como pronunciado em Pequim (segundo).

Ditongos do mandarim, tal como pronunciado em Pequim parte 1 (segundo Lee & Zee (2003)).

Ditongos do mandarim, tal como pronunciado em Pequim parte 2 (segundo Lee & Zee (2003)).

As vogais do mandarim podem ser analisados como um sistema de cinco ou seis fonemas: /a/, /ǝ/, /i/, /u/, /y/, e em algumas análises /ɨ/.
A precisão das qualidades vocálicas depende do ambiente fonético em que elas se encontram. A vogal /ə/ em particular, possui dois alofones principais: Erro de comando: A função "link" não existe. e Erro de comando: A função "link" não existe. (normalmente correspondem aos caracteres e e o quando transcritos em pinyin). Esses sons podem ser tratados sob o mesmo fonema por aparecem em distribuições complementares.
Muitas sílabas do chinês contêm ditongos, e são analisados como sequências de dois fonemas. Por exemplo, a sílaba bai, pronunciada [paɪ̯], é representado fonemicamente como /pai/.

## Entoação

As quatro entoações contrastivas do mandarim

O mandarim, assim como todas as outras línguas chinesas, é uma língua tonal. Ou seja, em adição às consoantes e às vogais, a entoação de cada sílaba é usada para distinguir uma palavra da outra. Falantes não nativos do chinês podem apresentar dificuldades no domínio da entoação, no entanto a pronúncia do tom correto é essencial para que haja inteligibilidade devido ao vasto número de palavras do idioma que só se difere pelo tom. Estatisticamente, a entoação no mandarim se faz mais importante do que as vogais.
A entoação também está presente em línguas não tonais como o português e outras línguas românicas, porém nestes idiomas o uso da entoação é mais sintática do que lexical, por exemplo, em português usa-se a entoação para fazer uma interrogação, enquanto que nas línguas tonais servem para distinguir uma palavra da outra, ou seja, é algo similar ao que ocorre com a interjeição 'oi' do português, que em tom exclamativo 'oi!', pronunciado [ój] (tom alto) ou [ôj] (tom descendente), é sinônimo de 'olá!', mas em tom interrogativo 'oi?' ([ǒj], tom ascendente) significa que algo que foi dito não foi compreendido. A pronúncia de 'oi' com tom descendente [ôj] também é usado para responder a alguém que chamou, e em tom neutro 'oi' é apenas um substantivo, sinônimo de 'saudação' ('dar um oi.').

### Categoria de entoações
A tabela abaixo mostra os quatro principais tipos de entoação do mandarim. Os diacríticos utilizados no Pinyin também existem no Alfabeto Fonético Internacional, porém representam entoações diferentes do que as entoações representadas em Pinyin e podem ser confundidos.
| Número do tom            | 1        | 2          | 3                                | 4           | 5          |
| Descrição                | alto     | ascendente | baixo                            | descendente | neutro     |
| Diacrítico Pinyin        | ā        | á          | ǎ                                | à           | a          |
| Caractere                | ˥ (55)   | ˧˥ (35)    | ˨˩, ˩, ˩˧, ˨˩˦ (21, 11, 13, 214) | ˥˩ (51)     | -          |
| Diacrítico AFI           | /á/      | /ǎ/ [a᷄]    | /à/ [à̤, a̤᷆, a̤᷅, a̤᷉]                 | /â/         | -          |
| Nome em chinês           | yīn píng | yáng píng  | shǎng                            | qù          | qīng shēng |
| Aproximação em português | oi!      | oi?        | -                                | oh!         | -          |